# System ligowy piłki nożnej na Ukrainie
Obecny system ligowy piłki nożnej na Ukrainie został wprowadzony w wyniku reformy przed sezonem 2008/2009.

## Organizacja rozgrywek
Rozgrywki krajowe
Pierwsze trzy poziomy systemu piłkarskich lig na Ukrainie są rozgrywkami zawodowymi, reszta są amatorskimi i czasami niejednoznaczna. Pierwsze 4 poziomy rozgrywane na szczeblu ogólnokrajowym i podzielone pomiędzy 3 niezależnymi piłkarskimi organizacjami:
- Ukraińska Piłkarska Premier-liha lub UPL organizuje rozgrywki w Premier-lidze i Młodzieżowych Mistrzostwach Ukrainy;
- Profesjonalna Piłkarska Liga Ukrainy lub PFL organizuje rozgrywki w Pierwszej Lidze oraz Drugiej Lidze;
- Stowarzyszenie Ukraińskiego Futbolu Amatorskiego organizuje rozgrywki w Amatorskiej lidze.

Są też organizowane Juniorskie Mistrzostwa Ukrainy spośród juniorskich drużyn klubów UPL. Rozgrywki są podzielone na wiekowe kategorie od 14 do 17 lat oraz grupy w 3 ligach. Każdy profesjonalny klub jest zobowiązany do wystawienia przynajmniej jednej drużyny w tych rozgrywkach. Uczestniczą również drużyny amatorskich zespołów oraz szkół sportowych (Dziecinno-Juniorskiej Sportowej Szkoły (DJuSSz) lub Sportowej Dziecinno-Juniorskiej Szkoły Olimpijskich Rezerw (SDJuSzOR)).
Rozgrywki studenckie
Organizowane są rozgrywki w Studenckiej lidze. Liga jest mało znana. Piłkarze ligi reprezentują kluby Wyższych Uczelni oraz powoływane do studenckiej reprezentacji Ukrainy na Uniwersjadę. Prowadzone są rozmowy, aby organizować rozgrywki w Europie.
Rozgrywki regionalne
Organizowane przez piłkarskie organizacje, które reprezentują regiony. Regionalne organizacje nazywają się Rada Regionów FFU i organizują rozgrywki zgodnie według regulaminu Komitetu Wykonawczego FFU. Składa się on z 27 członków Rady każdego obwodu łącznie z przedstawicielami miast Kijowa i Sewastopola oraz Autonomicznej Republiki Krym. Podobnie do rozgrywek krajowych każda regionalna organizacja ma własny ligowy system, zwykle 2- lub 3-poziomowy. Oprócz tego organizują rozgrywki o Puchar każdego regionu. Regionalne młodzieżowe rozgrywki organizowane są identycznie jak seniorskie i ich mecze odbywają się wcześniej przed meczem seniorów lub dzień przed meczem seniorów. Każdy regionalny Związek Piłkarski kieruje najlepszy klub lub kluby sezonu do rozgrywek w Amatorskiej lidze.

## Aktualny system ligowy (sezon 2023/2024)
| Poziom | Klasa rozgrywkowa                                                                 | Klasa rozgrywkowa                                                                 | Awans/Spadek                                  |
| ------ | --------------------------------------------------------------------------------- | --------------------------------------------------------------------------------- | --------------------------------------------- |
| 1      | Premier-liha 16 klubów                                                            | Premier-liha 16 klubów                                                            | 2 2 w baraże o utzymanie                      |
| 2      | Persza liha 20 klubów                                                             | Persza liha 20 klubów                                                             | 2 2 w baraże o awans 3 2 w baraże o utzymanie |
| 3      | Druha liha 13 klubów                                                              | Druha liha 13 klubów                                                              | 1 2 w baraże o awans                          |
| 4      | Amatorska liga Mistrzostwa Ukrainy wśród amatorów 20 klubów                       | Amatorska liga Mistrzostwa Ukrainy wśród amatorów 20 klubów                       | [ 1 ]                                         |
| 5      | Mistrzostwo obwodu/Kijowa (poziom I) Mistrzostwo obwodu/Kijowa (poziom I) ~25 lig | Mistrzostwo obwodu/Kijowa (poziom I) Mistrzostwo obwodu/Kijowa (poziom I) ~25 lig |                                               |
| 6      | Mistrzostwo obwodu/Kijowa (poziom II) ~20 lig                                     | Mistrzostwo rejonu/miasta (poziom I) wiele lig                                    |                                               |
| 7      | Mistrzostwo obwodu/Kijowa (poziom III) ~5 lig                                     | Mistrzostwo rejonu/miasta (poziom II) wiele lig                                   |                                               |
| 8      | Mistrzostwo obwodu/Kijowa (poziom IV) 1 liga                                      | Mistrzostwo rejonu/miasta (poziom III) wiele lig                                  |                                               |

## Chronologia systemu ligowego
| Lata / Poziom | 1992 | 1992/93 | 1993/94 | 1994/95 | 1995/96 | 1996/97 | 1997–2006 | 2006–2008 | 2008–2013 | 2013–2017 | 2017– 2022 | od 2022 |
| ------------- | --- | --- | --- | --- | --- | --- | --- | --- | --- | --- | --- | --- |
| 1             | Wyszcza liha Grupy:A,B | Wyszcza liha | Wyszcza liha | Wyszcza liha | Wyszcza liha | Wyszcza liha | Wyszcza liha | Wyszcza liha | Premier-liha | Premier-liha | Premier-liha | Premier-liha |
| 2             | Persha liha Grupy:A,B | Persha liha | Persha liha | Persha liha | Persha liha | Persha liha | Persha liha | Persha liha | Persha liha | Persha liha | Persha liha | Persha liha |
| 3             | Perechidna liha Podgrupy:1,2 | Druha liha | Druha liha | Druha liha | Druha liha Grupy:A,B | Druha liha Grupy:A,B | Druha liha Grupy:A,B,W | Druha liha Grupy:A,B | Druha liha Grupy:A,B | Druha liha | Druha liha Grupy:A,B | Druha liha |
| 3 (niższa)    | Perechidna liha Podgrupy:1,2 | Perechidna liha | Perechidna liha | Tretia liha | Druha liha Grupy:A,B | Druha liha Grupy:A,B | Druha liha Grupy:A,B,W | Druha liha Grupy:A,B | Druha liha Grupy:A,B | Druha liha | Druha liha Grupy:A,B | Druha liha |
| 4             | nie rozgrywano | Mistrzostwa KFK Zony:1-6 | Amatorska liha Zony:1-6 | Amatorska liha Podgrupy:1-6 | Amatorska liha Grupy:1-6 | Amatorska liha najpierw grupy | Mistrzostwa amatorów najpierw grupy                                                                                                  | Mistrzostwa amatorów najpierw grupy                                                                                                  | Mistrzostwa amatorów najpierw grupy                                                                                                  | Mistrzostwa amatorów najpierw grupy                                                                                                  | Mistrzostwa amatorów najpierw grupy                                                                                                  | Mistrzostwa amatorów najpierw grupy                                                                                                  |
| 5+            | Mistrzostwa obwodów, rejonów i miast 24 obwodów oraz Kijówa i Krymu (do 2014), organizowane przez związki obwodowe i związek m.Kijów | Mistrzostwa obwodów, rejonów i miast 24 obwodów oraz Kijówa i Krymu (do 2014), organizowane przez związki obwodowe i związek m.Kijów | Mistrzostwa obwodów, rejonów i miast 24 obwodów oraz Kijówa i Krymu (do 2014), organizowane przez związki obwodowe i związek m.Kijów | Mistrzostwa obwodów, rejonów i miast 24 obwodów oraz Kijówa i Krymu (do 2014), organizowane przez związki obwodowe i związek m.Kijów | Mistrzostwa obwodów, rejonów i miast 24 obwodów oraz Kijówa i Krymu (do 2014), organizowane przez związki obwodowe i związek m.Kijów | Mistrzostwa obwodów, rejonów i miast 24 obwodów oraz Kijówa i Krymu (do 2014), organizowane przez związki obwodowe i związek m.Kijów | Mistrzostwa obwodów, rejonów i miast 24 obwodów oraz Kijówa i Krymu (do 2014), organizowane przez związki obwodowe i związek m.Kijów | Mistrzostwa obwodów, rejonów i miast 24 obwodów oraz Kijówa i Krymu (do 2014), organizowane przez związki obwodowe i związek m.Kijów | Mistrzostwa obwodów, rejonów i miast 24 obwodów oraz Kijówa i Krymu (do 2014), organizowane przez związki obwodowe i związek m.Kijów | Mistrzostwa obwodów, rejonów i miast 24 obwodów oraz Kijówa i Krymu (do 2014), organizowane przez związki obwodowe i związek m.Kijów | Mistrzostwa obwodów, rejonów i miast 24 obwodów oraz Kijówa i Krymu (do 2014), organizowane przez związki obwodowe i związek m.Kijów | Mistrzostwa obwodów, rejonów i miast 24 obwodów oraz Kijówa i Krymu (do 2014), organizowane przez związki obwodowe i związek m.Kijów |

## System ligowy dla drużyn młodzieżowych
System ligowy jest bardziej uzależniony od kategorii wiekowej. Wszystkie poziomy to ligi krajowe. Ligi regionalne organizują własne mistrzostwa młodzieżowe wraz z dorosłymi. W niezależnej Ukrainie pierwsze zawody młodzieżowe zostały organizowane w 1998 roku i miały dwie kategorie seniorów i juniorów.
W 2001 roku rozgrywki te zostały przekształcone w mistrzostwa Dziecięco-Juniorskiej Futbolowej Ligi pod patronatem FFU, który prowadzi zawody w czterech kategoriach według wieku. Liga ma również dwie dywizje dla każdej kategorii i między każdą odbywa się rotacja drużyn. Następnie w 2002 roku wystartowały juniorskie mistrzostwa pod patronatem PFL, które odbywały się wśród zawodników poniżej 19 roku życia.
Młodzieżowe mistrzostwa UPL (w wieku do 21 lat) zostały rozegrane w latach 2004-2021. Po zakończeniu sezonu 2020-2021 mistrzostwa zostały odwołane, zostawiając tylko mistrzostwa w wieku do 19 lat.
| Wiek | Liga/Dywizja                                                    |
| ---- | --------------------------------------------------------------- |
| U-19 | Mistrzostwa UPL U-19 16 drużyn                                  |
| U-17 | Dziecięco-Juniorska Futbolowa Liga Wiele grup, ponad 100 drużyn |
| U-16 | Dziecięco-Juniorska Futbolowa Liga Wiele grup, ponad 100 drużyn |
| U-15 | Dziecięco-Juniorska Futbolowa Liga Wiele grup, ponad 100 drużyn |
| U-14 | Dziecięco-Juniorska Futbolowa Liga Wiele grup, ponad 100 drużyn |
| U-13 | Puchar "Skórzana piłka" Szkirianyj miacz                        |

## Liczba klubów w ligach
| Sezon   | Wyszcza liha/Premier-liha | Persza liha | Druha liha | Tretia liha | Razem |
| ------- | ------------------------- | ----------- | ---------- | ----------- | ----- |
| 1992    | 20                        | 28          | 18         | –           | 66    |
| 1992/93 | 16                        | 22          | 18         | 18          | 74    |
| 1993/94 | 18                        | 20          | 22         | 18          | 78    |
| 1994/95 | 18                        | 22          | 22         | 22          | 84    |
| 1995/96 | 18                        | 22          | 43         | –           | 83    |
| 1996/97 | 16                        | 24          | 33         | –           | 73    |
| 1997/98 | 16                        | 22          | 51         | –           | 89    |
| 1998/99 | 16                        | 20          | 46         | –           | 82    |
| 1999/00 | 16                        | 18          | 44         | –           | 78    |
| 2000/01 | 14                        | 18          | 48         | –           | 80    |
| 2001/02 | 14                        | 18          | 55         | –           | 87    |
| 2002/03 | 16                        | 18          | 46         | –           | 80    |
| 2003/04 | 16                        | 18          | 48         | –           | 82    |
| 2004/05 | 16                        | 18          | 44         | –           | 78    |
| 2005/06 | 16                        | 18          | 43         | –           | 77    |
| 2006/07 | 16                        | 20          | 30         | –           | 66    |
| 2007/08 | 16                        | 20          | 34         | –           | 70    |
| 2008/09 | 16                        | 18          | 36         | –           | 70    |
| 2009/10 | 16                        | 18          | 26         | –           | 60    |
| 2010/11 | 16                        | 18          | 24         | –           | 58    |
| 2011/12 | 16                        | 18          | 28         | –           | 62    |
| 2012/13 | 16                        | 18          | 24         | –           | 58    |
| 2013/14 | 16                        | 16          | 19         | –           | 51    |
| 2014/15 | 14                        | 16          | 10         | –           | 40    |
| 2015/16 | 14                        | 16          | 14         | –           | 44    |
| 2016/17 | 12                        | 18          | 17         | –           | 47    |
| 2017/18 | 12                        | 18          | 23         | –           | 53    |
| 2018/19 | 12                        | 16          | 20         | –           | 48    |
| 2019/20 | 12                        | 16          | 22         | –           | 50    |
| 2020/21 | 14                        | 16          | 25         | -           | 55    |
| 2021/22 | 16                        | 16          | 31         | -           | 63    |
| 2022/23 | 16                        | 16          | 9          | -           | 41    |
| 2023/24 | 16                        | 20          | 13         | -           | 49    |